# Community Shield 2013
Fue la edición N° 91 de la FA Community Shield que la disputó el Manchester United como ganador de la Premier League 2012-13 y el Wigan Athletic, campeón de la FA Cup 2012-13 el 11 de agosto de 2013. El ganador fue el Manchester United que ganó 2–0 con 2 goles del neerlandés Robin van Persie.

## Equipos participantes
| Manchester United |  | Bandera de Inglaterra |  | Campeón de la Premier League (2012-13) |
| Wigan Athletic    |  | Bandera de Inglaterra |  | Campeón de la FA Cup (2012-13)         |

### Partido
| 1          | POR        | David De Gea     |     |
| 2          | DEF        | Rafael           | 16' |
| 15         | DEF        | Nemanja Vidić    |     |
| 4          | DEF        | Phil Jones       |     |
| 3          | DEF        | Patrice Evra     |     |
| 23         | MED        | Tom Cleverley    |     |
| 16         | MED        | Michael Carrick  |     |
| 11         | MED        | Ryan Giggs       | 67' |
| 29         | DEL        | Wilfried Zaha    | 61' |
| 19         | DEL        | Danny Welbeck    | 83' |
| 20         | DEL        | Robin van Persie | 83' |
| Entrenador | Entrenador | David Moyes      |     |

| 1          | POR        | Scott Carson    |     |
| 17         | DEF        | Emmerson Boyce  |     |
| 24         | DEF        | James Perch     |     |
| 25         | DEF        | Leon Barnett    |     |
| 3          | DEF        | Stephen Crainey |     |
| 4          | MED        | James McCarthy  | 86' |
| 8          | MED        | Ben Watson      | 71' |
| 16         | MED        | James McArthur  | 61' |
| 10         | MED        | Shaun Maloney   | 71' |
| 11         | DEL        | James McClean   | 61' |
| 9          | DEL        | Grant Hull      | 61' |
| Entrenador | Entrenador | Owen Coyle      |     |

| 12 | DEF | Chris Smalling   | 16' |
| 25 | MED | Antonio Valencia | 61' |
| 8  | MED | Anderson         | 67' |
| 26 | MED | Shinji Kagawa    | 83' |
| 44 | MED | Adnan Januzaj    | 83' |

| 7  | DEF | Chris McCann         | 61' |
| 15 | DEL | Callum McManaman     | 61' |
| 32 | DEL | Marc-Antoine Fortuné | 61' |
| 14 | DEF | Jordi Gómez          | 71' |
| 18 | MED | Roger Espinoza       | 71' |
| 29 | MED | Nouha Dicko          | 86' |

| Anotado | 6'  | Robin van Persie | 1–0 |
| Anotado | 59' | Robin van Persie | 2–0 |

| Amonestado | 90+1' | Tom Cleverley |

| Amonestado | 50' | James McArthur |
| Amonestado | 88' | Roger Espinoza |

| Árbitro             | Mark Clattenburg  |
| Árbitros asistentes | Michael Mullarkey |
| Árbitros asistentes | Scott Ledger      |
| Cuarto árbitro      | Michael Oliver    |

| 1          | POR        | David De Gea     |     |
| 2          | DEF        | Rafael           | 16' |
| 15         | DEF        | Nemanja Vidić    |     |
| 4          | DEF        | Phil Jones       |     |
| 3          | DEF        | Patrice Evra     |     |
| 23         | MED        | Tom Cleverley    |     |
| 16         | MED        | Michael Carrick  |     |
| 11         | MED        | Ryan Giggs       | 67' |
| 29         | DEL        | Wilfried Zaha    | 61' |
| 19         | DEL        | Danny Welbeck    | 83' |
| 20         | DEL        | Robin van Persie | 83' |
| Entrenador | Entrenador | David Moyes      |     |

| 1          | POR        | Scott Carson    |     |
| 17         | DEF        | Emmerson Boyce  |     |
| 24         | DEF        | James Perch     |     |
| 25         | DEF        | Leon Barnett    |     |
| 3          | DEF        | Stephen Crainey |     |
| 4          | MED        | James McCarthy  | 86' |
| 8          | MED        | Ben Watson      | 71' |
| 16         | MED        | James McArthur  | 61' |
| 10         | MED        | Shaun Maloney   | 71' |
| 11         | DEL        | James McClean   | 61' |
| 9          | DEL        | Grant Hull      | 61' |
| Entrenador | Entrenador | Owen Coyle      |     |

| 12 | DEF | Chris Smalling   | 16' |
| 25 | MED | Antonio Valencia | 61' |
| 8  | MED | Anderson         | 67' |
| 26 | MED | Shinji Kagawa    | 83' |
| 44 | MED | Adnan Januzaj    | 83' |

| 7  | DEF | Chris McCann         | 61' |
| 15 | DEL | Callum McManaman     | 61' |
| 32 | DEL | Marc-Antoine Fortuné | 61' |
| 14 | DEF | Jordi Gómez          | 71' |
| 18 | MED | Roger Espinoza       | 71' |
| 29 | MED | Nouha Dicko          | 86' |

| Anotado | 6'  | Robin van Persie | 1–0 |
| Anotado | 59' | Robin van Persie | 2–0 |

| Amonestado | 90+1' | Tom Cleverley |

| Amonestado | 50' | James McArthur |
| Amonestado | 88' | Roger Espinoza |

| Árbitro             | Mark Clattenburg  |
| Árbitros asistentes | Michael Mullarkey |
| Árbitros asistentes | Scott Ledger      |
| Cuarto árbitro      | Michael Oliver    |

| Campeón Community Shield 2013 |
| ----------------------------- |
| Manchester United 20° título  |

| Predecesor: Community Shield 2012 | Community Shield 2013 | Sucesor: Community Shield 2014 |

- Datos: Q13107610